# Sympa (King Gnuのアルバム)
『Sympa』（シンパ）は、日本のミクスチャー・ロックバンド・King Gnuの2枚目のフル・アルバム。2019年1月16日にAriola Japanから発売された。また同日に1枚目のアルバム『Tokyo Rendez-Vous』も同じくAriola Japanから再発売された。

## 概要
- 前作『Tokyo Rendez-Vous』から約1年3か月振りのリリースで、メジャーデビューアルバム。
- CDは、初回生産限定盤（紙ジャケット）、通常盤（プラスチックジャケット）の2形態で発売。
- 配信限定シングル「Flash!!!」や1stシングル「Prayer X」、「Sorrows」「Slumberland」など全13曲を収録[5]。
- 収録曲は既にライブで披露してきた楽曲も多い[6]。
- 「Prayer X」はフジテレビ系ノイタミナ枠で放送のテレビアニメ「BANANA FISH」のエンディングテーマに起用された[7][8]。
- 初回生産限定盤の特典DVDには、東京・WWWで行われた1stワンマンライブの映像や7曲分のミュージック・ビデオを収録[5]。
- アルバムタイトルは「シンパシー」に由来しており、「シンパを募る」という意味合いもある[9]。前作の「Tokyo Rendez-Vous」以上の聞きやすさとポップさ、ロックとブラックミュージック的な要素の両立を目指して作られた[9]。
- 本作発売後、「Sorrows」がアサヒビールのノンアルコールビールテイスト飲料「アサヒドライゼロスパーク 「飲みたい瞬間」篇」のCMソングに、「Hitman」が「ANA」グローバルCMソング、「Flash!!!」がNTTドコモ「5G」のCMソングにそれぞれ起用された。

## 楽曲解説
「Sympa Ⅰ」, 「Sympa Ⅱ」, 「Sympa Ⅲ」, 「Sympa Ⅳ」
本作にはアルバム全体のコンセプトを意識しながら書かれた曲があまりないので、曲と曲をつなぐためのインタールードとして作られた4つのインスト曲。使用されているサンプルボイスや無線の通信音は「救助を求めている」ということを表しており、助けを求めているところからアルバムが始まって最後に救出されるという構成になっている。
「Slumberland」
Srv.Vinci時代のアルバム『Mad me more softly』に収録されている「PPL」、またその配信限定曲の「都」をアレンジし、「Slumberland」として収録されたアルバムのリード曲で、ボーカルはほとんど常田大希が担当している。マスメディアに対する苛立ちなどが込められているように見える歌詞だが、書いた常田によると何かを批判しているわけではなく、井上陽水の「傘がない」のように「世間で色々な出来事が起こっても自分はそれどころではない」というイメージ。また、本作に収録された理由は、ライブなどで「PPL」を披露していて楽曲が段々変わっていったため、「Slumberland」となって収録されたとの事。WONKの長塚健斗がコーラスで参加。またmillennium paradeでも同曲をアレンジして演奏することがある。
「Flash!!!」
1st配信限定シングル。シングル版と違い、イントロが少し短くなっている。直前の「Slumberland」から続くアグレッシブな流れの中の攻撃的な曲で、同様に歌詞を書いた常田のスタンスを表している。配信リリース前からライブで披露されてきた。
「Sorrows」
グランジっぽいギターとドラムのストレートな8ビートに対してベースがどんどん動いていくというアグレッシブなサウンドと内省的な歌詞のコントラストが印象的な楽曲。Cメロのパートとギターソロは後から付け足された。また、楽曲制作当初、Prayer XのかわりにBANANA FISHに提供する予定であったが、取りやめた。その後アレンジを加えたものである。新曲である。
「Hitman」
以前からライブで披露されており、やり込まれていた曲にギターソロを入れたことで生まれ変わった楽曲。
「Don't Stop the Clocks」
井口理の声を生かすためにアコースティックな編成でレコーディングされた。新曲である。
「It's a small world」
井口に合わせたロマンチックな歌詞の楽曲。ミュージック・ビデオでは井口がダンスを披露している。以前からライブでアコースティックセットでやっていた曲なので、余計な味付けはせずに新井和輝の弾くウッドベースでレコーディングされた。無機的な打ち込みのビートにあえてウッドベースをぶつけることでライトな雰囲気を狙っており、イメージはベーシストの鈴木正人が演奏するUAの楽曲。
「Prayer X」
1stシングル。タイアップ先のアニメに寄り添いつつ、自分たちが演奏していてしっくりくる曲に仕上げている。
「Bedtown」
以前からライブで「Catch!!!」という曲名で披露されており、何度もやってきたリズムがかなりファンキーな楽曲で、アルバムに合わせて思い切ってテンポを変えている。アレンジはブレイクビーツをイメージしている。
「The hole」
アルバムのフィナーレにふさわしい壮大なバラード。常田がJ-POPのバラードを書こうという意識でそれまで疎かったMr.Children、サザンオールスターズ、宇多田ヒカル、椎名林檎、RADWIMPSなどのJ-POPの名曲を参考にして作った。発売後である2019年5月16日にはMVが公開された。MV内には俳優の清水尋也が出演している。また、メンバーの演奏シーンがない数少ないMVでもある。WONKの長塚健斗がコーラスで参加。また、2020年6月19日のミュージックステーションでこの曲を披露し、その熱の篭った演奏から大きな反響を受けた。

## 収録曲
| 全作詞・作曲: Daiki Tsuneta、全編曲: King Gnu。 |                                   |               |               |      |
| #                                               | タイトル                          | 作詞          | 作曲・編曲    | 時間 |
| 1.                                              | 「Sympa Ⅰ」(インストゥルメンタル) | Daiki Tsuneta | Daiki Tsuneta | 0:50 |
| 2.                                              | 「Slumberland」                   | Daiki Tsuneta | Daiki Tsuneta | 3:04 |
| 3.                                              | 「Flash!!!」                      | Daiki Tsuneta | Daiki Tsuneta | 2:42 |
| 4.                                              | 「Sorrows」                       | Daiki Tsuneta | Daiki Tsuneta | 3:40 |
| 5.                                              | 「Sympa Ⅱ」(インストゥルメンタル) | Daiki Tsuneta | Daiki Tsuneta | 0:46 |
| 6.                                              | 「Hitman」                        | Daiki Tsuneta | Daiki Tsuneta | 5:13 |
| 7.                                              | 「Don't Stop the Clocks」         | Daiki Tsuneta | Daiki Tsuneta | 2:16 |
| 8.                                              | 「It's a small world」            | Daiki Tsuneta | Daiki Tsuneta | 3:13 |
| 9.                                              | 「Sympa Ⅲ」(インストゥルメンタル) | Daiki Tsuneta | Daiki Tsuneta | 0:39 |
| 10.                                             | 「Prayer X」                      | Daiki Tsuneta | Daiki Tsuneta | 3:15 |
| 11.                                             | 「Bedtown」                       | Daiki Tsuneta | Daiki Tsuneta | 3:05 |
| 12.                                             | 「The hole」                      | Daiki Tsuneta | Daiki Tsuneta | 4:35 |
| 13.                                             | 「Sympa Ⅳ」(インストゥルメンタル) | Daiki Tsuneta | Daiki Tsuneta | 1:35 |
| 合計時間:                                       | 合計時間:                         | 34:53         |               |      |

| #         | タイトル                                                                     | 作詞  | 作曲・編曲 | 時間 |
| --------- | ---------------------------------------------------------------------------- | ----- | ---------- | ---- |
| 1.        | 「Tokyo Rendez-Vous」(King Gnu 1st ONE-MAN LIVE at Shibuya WWW [2018.01.28]) |       |            | 4:59 |
| 2.        | 「あなたは蜃気楼」(King Gnu 1st ONE-MAN LIVE at Shibuya WWW [2018.01.28])    |       |            | 3:21 |
| 3.        | 「Vinyl」(King Gnu 1st ONE-MAN LIVE at Shibuya WWW [2018.01.28])             |       |            | 5:07 |
| 4.        | 「Tokyo Rendez-Vous」(ミュージック・ビデオ)                                  |       |            | 4:01 |
| 5.        | 「McDonald Romance」(ミュージック・ビデオ)                                   |       |            | 2:45 |
| 6.        | 「Vinyl」(ミュージック・ビデオ)                                              |       |            | 4:54 |
| 7.        | 「あなたは蜃気楼」(ミュージック・ビデオ)                                     |       |            | 3:16 |
| 8.        | 「Flash!!!」(ミュージック・ビデオ)                                           |       |            | 2:44 |
| 9.        | 「Prayer X」(ミュージック・ビデオ)                                           |       |            | 3:16 |
| 10.       | 「It's a small world」(ミュージック・ビデオ)                                 |       |            | 3:14 |
| 合計時間: | 合計時間:                                                                    | 37:37 |            |      |

## 演奏
- 常田大希：Guitar, Cello, Programming, Vocal
- 井口理：Vocal
- 新井和輝：Bass
- 勢喜遊：Drums

- 江崎文武 (WONK)：Keyboards,Piano (6,10,12), Rhodes (2)
- 長塚健斗 (WONK)：Additional Vocal (2,12)
- 常田俊太郎：Violin (1,2,7,8,12,13)